# Audrey Bates
Marjorie Audrey Bates (* 1927 in Walsall, England; † 2014) war eine britisch-amerikanische Mathematikerin und Programmiererin. Sie schrieb 1948 das erste Programm für Lambda-Kalkül-Berechnungen auf dem Manchester-Mark-I-Computer und leitete 1955 die weltweit erste Remote-Computing-Sitzung. Bates war in Toronto eine Expertin für den Ferranti Mark I und ihr Name erscheint im Internet häufig im Zusammenhang mit einem Foto, auf dem sie manchmal fälschlicherweise als kanadische nationale Telegrafistin beschrieben wird.

## Leben und Werk
Bates war die Tochter von Frank Bates und Mabel Edis. Sie erwarb 1949 an der University of Manchester einen Bachelor-Abschluss in reiner Mathematik mit Auszeichnung. Im Oktober 1949 war sie eine der ersten Mathematikforschungsstudentinnen, die den Manchester University Mark I bedienten. Alan Turing war ihr Betreuer und der Titel ihrer Masterarbeit lautete On the mechanical solution of a problem in Churchs lambda calclus. Sie teilte ihr Büro mit Cicely Popplewell und Turing. Sie wurde im Rahmen von Max Newmans ursprünglicher Vision für das Labor angeworben, nämlich Maschinen für symbolische Mathematik statt für Berechnungen einzusetzen. Ihre Abschlussarbeit war das einzige Ergebnis von Newmans Vision, und weder sie noch sonst jemand verfolgte dies weiter, da der mathematische Zweck des Labors verloren ging. Sie fragte Max Newman nach der Möglichkeit zu promovieren, aber man sagte ihr, dass er es für unwahrscheinlich hielte, dass jemand jemals einen Doktortitel mit Hilfe von Computern erlangen würde.
Die Fähigkeiten, die sie im Umgang mit dem Computer in Manchester erworben hatte, veranlassten sie, als Programmiererin und Systemanalytikerin tätig zu werden. Bald wechselte sie zu der neu entstehenden Programmiergruppe bei Ferranti, als diese mit der Produktion des Ferranti Mark I und Mark I begannen. 1951 arbeitete sie mit Mary Lee Woods und Margaret Marrs als Computerprogrammiererin für das britische Elektrotechnik- und Ausrüstungsunternehmen Ferranti in Manchester. Bereits im selben Jahr war sie Coautorin des Buches Faster Than Thought. Sie wechselte zu Ferrantis Programmiergruppe, arbeitete an Maschinencode und zog nach Toronto, als Ferranti dort seine zweite Maschine, bekannt als FERUT (eine Abkürzung für Ferranti University of Toronto), verkaufte. Von 1953 bis 1956 arbeitete sie an dem Computer im Computation Center der University of Toronto.
1955 war sie für die Einrichtung der ersten Remote-Computing-Sitzung verantwortlich. Dieser Durchbruch ermöglichte Benutzern den Zugriff auf Rechenleistung von jedem Ort aus und leitete eine neue Ära des Remote Computing ein. Bates Arbeit war damit maßgeblich an der Entwicklung moderner Computer und des Internets beteiligt.
Ab 1974 arbeitete sie für Forecast International Inc.
Bates war zweimal verheiratet und hatte vier Kinder. Ihr zweiter Ehemann war Leigh Clayton und unter dem Namen Clayton veröffentlichte Bates ihre späteren Arbeiten.

## Veröffentlichungen (Auswahl)
- Digital Computers applied to Games. In: B.V. Bowden: Faster Than Thought. 1951.